# Bidarahalli, Mundargi
Bidarahalli là một làng thuộc tehsil Mundargi, huyện Gadag, bang Karnataka, Ấn Độ.